# Орден княгині Ольги
О́рден княги́ні О́льги I, II, III ступенів — державна нагорода України для відзначення жінок за визначні заслуги в державній, виробничій, громадській, науковій, освітянській, культурній, благодійницькій та інших сферах суспільної діяльності, вихованні дітей у сім'ї.
Автор знаків ордена — художник О. Руденко.

## Історія нагороди
- 15 серпня 1997 року Указом Президента України Л. Д. Кучми № 827/97 на відзначення заслуг жінок у розвитку Української держави, духовному відродженні нації, вихованні дітей заснована відзнака Президента України «Орден княгині Ольги» I, II, III ступенів. Указом також затверджені Статут відзнаки та опис знаків ордена.

- 16 березня 2000 року Верховна Рада України прийняла Закон України «Про державні нагороди України», яким встановлена державна нагорода України — орден княгині Ольги I, II, III ступенів. Було установлено, що дія цього Закону поширюється на правовідносини, пов'язані з нагородженням осіб, нагороджених відзнаками Президента України до набрання чинності цим Законом; рекомендовано Президентові України привести свої укази у відповідність із цим Законом.

## Статут відзнаки Президента України «Орден княгині Ольги»
- Орден княгині Ольги має три ступені. Вищим ступенем ордена є I ступінь.
- Нагородження орденом княгині Ольги громадянок України здійснюється послідовно, починаючи з III ступеня.
- Орденом княгині Ольги можуть нагороджуватися іноземні громадянки та особи без громадянства.
- Іноземні громадянки та особи без громадянства можуть бути нагороджені орденом княгині Ольги вищого ступеня залежно від їх заслуг.
- Нагородження орденом княгині Ольги наступного ступеня можливе не раніш як через три роки після нагородження орденом попереднього ступеня.
- Нагородження орденом княгині Ольги посмертно не проводиться.
- Орден княгині Ольги має знак ордена. Знаки ордена княгині Ольги кожного ступеня мають окрему нумерацію.
- Позбавлення ордена княгині Ольги може бути проведено Президентом України у разі засудження нагородженої особи за тяжкий злочин — за поданням суду та в порядку, встановленому законодавством.
- Орден княгині Ольги вручає Президент України або за його уповноваженням керівник центрального органу виконавчої влади, Голова Ради міністрів Автономної Республіки Крим, посол України, голова обласної, Київської та Севастопольської міської державної адміністрації, Голова Комісії по державних нагородах України при Президентові України.

## Опис відзнаки Президента України «Орден княгині Ольги»
Знак ордена княгині Ольги І ступеня виготовляється зі срібла і має форму овалу, з'єднаного вгорі з декоративною колодкою у вигляді банта.
На лицьовому боці знака на білій емалі — зображення княгині Ольги, обрамлене орнаментом і прикрашене чотирма аметистами прямокутної форми.
Розмір знака: висота — 45 мм, ширина — 40 мм.
На колодці — накладна кругла пластинка з зображенням малого Державного Герба України, з правого і лівого її боків — стилізоване зображення гілки калини та фігурно вигнуті скоби для закріплення банта. Діаметр пластинки — 15 мм. Орнамент, зображення княгині Ольги, пластинка на банті — рельєфні позолочені.
Зворотний бік знака плоский, з вигравіюваним номером ордена; на зворотному боці колодки — шпилька для прикріплення знака до одягу.
Знак ордена княгині Ольги II ступеня такий самий, як і знак ордена княгині Ольги І ступеня, але зображення княгині Ольги і пластинка на банті — рельєфні срібні.
Знак ордена княгині Ольги III ступеня такий самий, як і знак ордена княгині Ольги І ступеня, але виготовляється з посрібленого томпаку.
Стрічка ордена княгині Ольги шовкова муарова бузкового кольору з поздовжніми посередині білими смужками: для І ступеня — з однією смужкою, шириною 14 мм, для II ступеня — з однією смужкою, шириною 6 мм, для III ступеня — з двома смужками, шириною по 2 мм кожна і бузковою смужкою, шириною 2 мм між ними. Ширина стрічки — 22 мм.
Планка ордена княгині Ольги являє собою прямокутну металеву пластинку, обтягнуту відповідною стрічкою. Розмір планки: висота — 12 мм, ширина — 24 мм.

## Послідовність розміщення знаків державних нагород України
- Знак ордена княгині Ольги І, II, III ступенів — на лівому боці грудей після знаку ордена «За мужність» II, III ступенів.